# Запольское
Запольское — деревня в Сергиево-Посадском районе Московской области России, входит в состав сельского поселения Селковского.

## Население
| 1835 | 1850 | 1857 | 1859 | 1895 | 1905 | 1926 | 2002 |
| ---- | ---- | ---- | ---- | ---- | ---- | ---- | ---- |
| 141  | ↗160 | ↗181 | ↗182 | ↘146 | ↘130 | ↘127 | ↘9   |
| 2006 | 2010 |      |      |      |      |      |      |
| ↗16  | ↘13  |      |      |      |      |      |      |

## География
Деревня Запольское расположена на севере Московской области, в северной части Сергиево-Посадского района, на автодороге Р104, примерно в 79 км к северу от Московской кольцевой автодороги и 28 км к северу от станции Сергиев Посад Ярославского направления Московской железной дороги.
В 17 км юго-восточнее деревни проходит Ярославское шоссе М8, в 18 км к юго-западу — Московское большое кольцо А108. Ближайшие населённые пункты — деревни Катунино, Малые Дубравы и Мергусово.
К деревне приписано садоводческое товарищество (СНТ).
Связана автобусным сообщением с городами Сергиевым Посадом и Калязином.

## История
В «Списке населённых мест» 1862 года — казённая деревня 2-го стана Переяславского уезда Владимирской губернии на Углицком просёлочном тракте, от границы Александровского уезда к Калязинскому, в 52 верстах от уездного города и 49 верстах от становой квартиры, при колодце, с 26 дворами и 182 жителями (94 мужчины, 88 женщин).
По данным на 1895 год — деревня Хребтовской волости Переяславского уезда с 146 жителями (67 мужчин, 79 женщин). Основными промыслами населения являлись плетение корзин, возка лесного материала и изготовление борон, 19 человек уезжало в качестве фабричных рабочих на отхожий промысел в Москву и уезды губернии.
По материалам Всесоюзной переписи населения 1926 года — деревня Селковского сельсовета Хребтовской волости Сергиевского уезда Московской губернии в 4,3 км от Угличско-Сергиевского шоссе и 37,3 км от станции Сергиево Северной железной дороги; проживало 127 человек (64 мужчины, 63 женщины), насчитывалось 26 хозяйств (25 крестьянских).
С 1929 года — населённый пункт Московской области в составе:
- Селковского сельсовета Константиновского района (1929—1957)[15],
- Селковского сельсовета Загорского района (1957—1959)[16],
- Торгашинского сельсовета Загорского района (1959—1963, 1965—1991)[17][18],
- Торгашинского сельсовета Мытищинского укрупнённого сельского района (1963—1965)[19][18],
- Торгашинского (до 09.01.1991) и Селковского сельсоветов Сергиево-Посадского района (1991—1994)[18],
- Селковского сельского округа Сергиево-Посадского района (1994—2006)[20],
- сельского поселения Селковского Сергиево-Посадского района (2006 — н. в.)[21][22].